# 肯納默科夫 (阿拉巴馬州)
肯納默科夫（英語：Kennamer Cove）是一個位於美國阿拉巴馬州馬歇爾縣的非建制地區。該地的面積和人口皆未知。

## 地理
肯納默科夫的座標為34°35′53″N 86°14′43″W / 34.59806°N 86.24528°W，而該地的平均海拔高度為181米（即600英尺）。